# Mahea
Mahea (лат.) — род клопов из семейства древесных щитников. Мадагаскар и Сейшельские острова.

## Описание
Длина тела около 1 см (от 6 до 9 мм). От близких родов отличается следующими признаками: усики 4-сегментные, параклипеи выступают за передний конец переднеспинки и сходятся дистально; рострум достигает заднего конца 2-го брюшного стернита; отверстие ароматической железы короткое, овальное дистально. Голова короче переднеспинки, а по ширине равна примерно от половины до трети ширины пронотума. Мандибулярные пластинки без апикальных шипов, сходятся или не сходятся перед наличником. Плечевые углы переднеспинки каждый с заметным шипом. Коннексивальные края шиповатые. Голова и переднеспинка с мелкими тёмными точками. Переднеспинка дугообразная, наклонена в заднем направлении, наиболее высокая между плечевыми углами, затем спускается в каудальном направлении; дорсум плоский; вентральная сторона выпуклая. Поверхность тела слегка блестящая, покрыта крупной темной пунктировкой. Лапки состоят из двух сегментов. Щитик треугольный и достигает середины брюшка, голени без шипов.

## Классификация и распространение
В состав рода включают 5 видов.
- Mahea andriai (Cachan, 1952)
- Mahea distanti Kment, 2005
- Mahea durrelli Kment, 2005
- Mahea parvula Kment, 2005
- Mahea sexualis Distant, 1909